# Mount Whitcombe (Antarktika)
Mount Whitcombe ist ein massiger und 1425 m hoher Berg im ostantarktischen Viktorialand. Er ragt unmittelbar nördlich des Mount Perseverance und westlich des Mount Arrowsmith an der Westflanke des Evans-Piedmont-Gletschers auf.
Die nördliche neuseeländische Vermessungsmannschaft der Commonwealth Trans-Antarctic Expedition (1955–1958) kartierte ihn 1957 und benannte ihn aufgrund seiner Ähnlichkeit mit dem gleichnamigen Berg in den Neuseeländischen Alpen.